# Wojciech Seweryn
Wojciech Seweryn (31 de agosto de 1939 — 10 de abril de 2010) foi um escultor polaco.
Foi uma das vítimas do acidente do Tu-154 da Força Aérea Polonesa.